# Bacia do Cunene

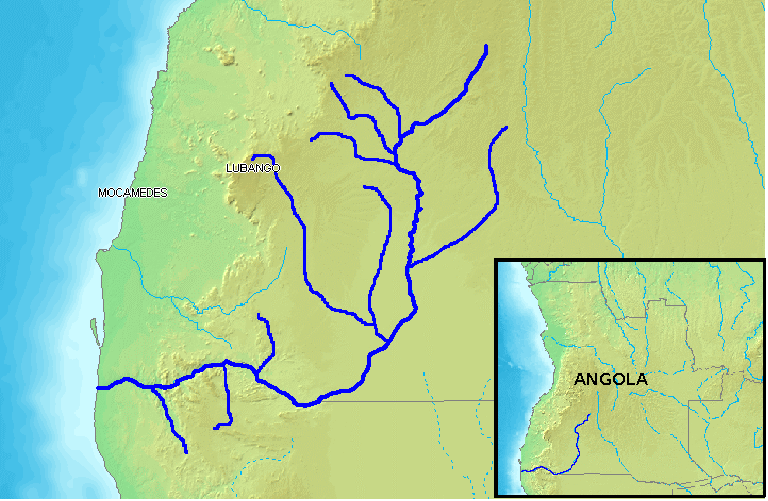
Principais rios da bacia do Cunene.

A bacia do Cunene, é uma bacia hidrográfica africana, que tem seu principal flúmen de escoamento o rio Cunene, sendo uma das mais importantes bacias da África Austral. Abrange aproximadamente 106 500 km², atravessando regiões áridas e com relativa densidade populacional.
A área de drenagem da bacia abrange o centro, sul e sudoeste de Angola e o norte da Namíbia, sendo a principal fornecedora de água doce, energia elétrica e peixes para as populações das referidas regiões. Com notável exceção do rio Cunene, a maioria dos demais rios componentes sofrem com secas prolongadas.
Seu curso navegável principal é pelo rio Cunene, sendo o tramo da foz no oceano Atlântico até cerca de 10 km após esse ponto, ainda no deserto da Namíbia, não ligando nenhuma localidade relevante.

## Sub-bacias

### Alto Cunene
As cabeceiras que formam a bacia do Cunene estão localizadas no Planalto Central de Angola, a altitudes entre 1700 e 2000 m, a leste da cidade do Huambo. Na divisão das águas ao norte há elevações de cinturão geológico com orientação leste-oeste e parte da drenagem direcionada para as micro-bacias do Atlântico e para a bacia do Cuanza.
Na sub-bacia do Alto Cunene os principais afluentes do rio Cunene são os rios Cussava, Catapi e Que.
O aproveitamento hidroelétrico nesse ponto é feito principalmente nas centrais hidroelétricas de Cruzeiro e Gove.

### Médio Cunene
O Médio Cunene, de Matala a Calueque, consiste em colinas ao norte e terreno plano em direção ao sul. O rio corre em áreas menos íngremes do que nos trechos superiores, passando de 1300 m a 1000 m ao longo de seus 430 km de extensão. Devido ao terreno plano, existe uma enorme planície de inundação, de até 15 km de largura, contendo numerosos lagos e lagoas. No Médio Cunene, a bacia é irrigada por rios intermitentes que drenam grandes planícies de inundação.
Na sub-bacia do Médio Cunene os principais afluentes do rio Cunene são os rios Catonga, Chitanda, Mucope e Caculuvar.
O aproveitamento hidroelétrico nesse ponto é feito principalmente nas centrais hidroelétricas de Colui, Chamutete, Tundavala, Neves, Gandijelas e Matala.

### Baixo Cunene
O fluxo relativamente plano e mais lento do Médio Cunene a montante das corredeiras de Calueque, muda para um mais íngreme do rio no Baixo Cunene. Neste ponto há declives acentuados (em média 1400 m), corredeiras e um canal em leito rochoso. Após as corredeiras de Calueque, a trilha da planície de inundação termina e o rio se estreita consideravelmente, com seu perfil mudando abruptamente após uma série de cinco corredeiras num trecho de 37 km até as Quedas do Ruacaná.
Na sub-bacia do Baixo Cunene os principais afluentes do rio Cunene são os rios Techive, Okangwati e Otjindjangi, os dois últimos do lado namibiense.
O aproveitamento hidroelétrico nesse ponto é feito pela Central Hidroelétrica do Ruacaná, havendo ainda o controle hídrico na barragem do Calueque.